# Nuoto sincronizzato ai campionati europei di nuoto 2018 - Squadre (programma libero combinato)
La competizione di nuoto sincronizzato a squadre - Programma libero combinato dei Campionati europei di nuoto 2018 si è svolta il 5 agosto 2018 presso lo Scotstoun Sports Campus di Glasgow. In totale si sono contese il podio 10 nazioni.

## Medaglie
| Posizione | Atlete | Paese   |
| --------- | --- | ------- |
| Oro       | Maryna Aleksiiva Vladyslava Aleksiiva Valeriia Aprielieva Marta Fiedina Oleksandra Kashuba Yana Nariezhna Kateryna Reznik Anastasiya Savchuk Alina Shynkarenko Yelyzaveta Yakhno Veronika Hryshko* Oleksandra Kovalenko* | Ucraina |
| Argento   | Beatrice Callegari Domiziana Cavanna Linda Cerruti Francesca Deidda Costanza Di Camillo Costanza Ferro Gemma Galli Alessia Pezone Enrica Piccoli Federica Sala Marta Murru* Francesca Zunino*                            | Italia  |
| Bronzo    | Leyre Abadía Abril Conesa Berta Ferreras Emma García Carmen Juárez Meritxell Mas Elena Melián Paula Ramírez Sara Saldaña Blanca Toledano Iris Tió*                                                                       | Spagna  |

* Riserva

## Risultati
| Pos. | Nazione       | Punti   |
| ---- | ------------- | ------- |
|      | Ucraina       | 94.4667 |
|      | Italia        | 92.6000 |
|      | Spagna        | 91.4667 |
| 4    | Grecia        | 88.0667 |
| 5    | Bielorussia   | 84.6333 |
| 6    | Israele       | 83.1000 |
| 7    | Gran Bretagna | 81.3667 |
| 8    | Germania      | 80.3000 |
| 9    | Austria       | 80.0000 |
| 10   | Portogallo    | 76.3667 |